# Gouvernement De Gasperi V
 (septembre 2023).
Si vous disposez d'ouvrages ou d'articles de référence ou si vous connaissez des sites web de qualité traitant du thème abordé ici, merci de compléter l'article en donnant les références utiles à sa vérifiabilité et en les liant à la section « Notes et références ».
République italienne
De Gasperi IV De Gasperi VI
Le gouvernement De Gasperi V (en italien : Governo De Gasperi V) est le 4e gouvernement de la République italienne entre le 24 mai 1948 et le 26 janvier 1950, sous la Ire législature du Parlement républicain.

## Historique
Ce gouvernement est dirigé par le président du Conseil des ministres démocrate chrétien sortant Alcide De Gasperi. Il est initialement constitué et soutenu par une coalition entre la Démocratie chrétienne (DC), le Parti socialiste des travailleurs italiens (PSI), l'Union des socialistes (UDS), le Parti libéral italien (PLI) et le Parti républicain italien (PRI). Ensemble, ils disposent de 361 députés sur 574, soit 62,9 % des sièges de la Chambre des députés, et 196 sénateurs sur 343, soit 57,1 % des sièges du Sénat de la République.
Il est formé à la suite des élections générales du 18 avril 1948.
Il succède donc au gouvernement De Gasperi IV, constitué et soutenu par les mêmes forces politiques.

### Formation
Alcide De Gasperi, dont la Démocratie chrétienne a remporté la majorité absolue dans les deux chambres, présente son équipe ministérielle au président de la République le 23 mai 1948. Le gouvernement entre en fonction dès le lendemain.
Il se soumet le 3 juin à l'investiture de la Chambre des députés, qui la lui accorde le 16 juin par 346 voix pour et 167 contre. Le 22 juin, il demande la confiance du Sénat de la République, qu'il obtient le 2 juillet avec 184 soutiens et 67 oppositions.

### Succession
Le 7 novembre 1949, les trois ministres des partis sociaux-démocrates remettent leur démission. Le président du Conseil décide de réattribuer ad interim les fonctions qu'ils occupent en attendant de voir s'il peut résoudre la crise ministérielle. La Chambre puis le Sénat repoussent dans les deux semaines qui suivent la tentative des socialistes et communistes de déclarer une telle manœuvre contraire à la Constitution.
Finalement, après deux mois sans solution, Alcide De Gasperi présente son renoncement à Luigi Einaudi. Après deux jours de consultations, le chef de l'État confie au chef du gouvernement sortant le mandat de constituer une nouvelle équipe. Rétablissant la collaboration avec le Parti socialiste des travailleurs, confirmant celle avec le Parti républicain mais perdant l'appui du Parti libéral, il peut former le gouvernement De Gasperi VI.

## Composition

### Initiale (24 mai 1948)
- Les nouveaux ministres sont indiqués en gras, ceux ayant changé d'attributions en italique.

| Poste                                                                   | Titulaire | Titulaire                              | Parti |
| ----------------------------------------------------------------------- | --------- | -------------------------------------- | ----- |
| Président du Conseil des ministres Ministre de l'Afrique italienne      |           | Alcide De Gasperi                      | DC    |
| Vice-président du Conseil des ministres                                 |           | Attilio Piccioni                       | DC    |
| Vice-président du Conseil des ministres                                 |           | Giovanni Porzio                        | PLI   |
| Vice-président du Conseil des ministres Ministre de la Marine marchande |           | Giuseppe Saragat                       | PSLI  |
| Ministre sans portefeuille                                              |           |                                        |       |
| Ministre                                                                |           | Roberto Tremelloni                     | PSLI  |
| Ministre                                                                |           | Alberto Giovannini                     | PLI   |
| Ministres                                                               |           |                                        |       |
| Ministre des Affaires étrangères                                        |           | Carlo Sforza                           | Ind.  |
| Ministre de l'Intérieur                                                 |           | Mario Scelba                           | DC    |
| Ministre des Grâces et de la Justice                                    |           | Giuseppe Grassi                        | PLI   |
| Ministre du Budget Ministre du Trésor                                   |           | Giuseppe Pella                         | DC    |
| Ministre des Finances                                                   |           | Ezio Vanoni                            | DC    |
| Ministre de la Défense                                                  |           | Randolfo Pacciardi                     | PRI   |
| Ministre de l'Industrie et du Commerce                                  |           | Ivan Matteo Lombardo                   | UDS   |
| Ministre du Commerce extérieur                                          |           | Cesare Merzagora (jusqu'au 01/94/1949) | Ind.  |
| Ministre du Commerce extérieur                                          |           | Giovanni Battista Bertone              | DC    |
| Ministre de l'Agriculture et des Forêts                                 |           | Antonio Segni                          | DC    |
| Ministre des Travaux publics                                            |           | Umberto Tupini                         | DC    |
| Ministre du Travail et de la Sécurité sociale                           |           | Amintore Fanfani                       | DC    |
| Ministre des Transports                                                 |           | Guido Corbellini                       | DC    |
| Ministre des Postes et des Télécommunications                           |           | Angelo Raffaele Jervolino              | DC    |
| Ministre de l'Éducation                                                 |           | Guido Gonella                          | DC    |

### Remaniement du 7 novembre 1949
- Les nouveaux ministres sont indiqués en gras, ceux ayant changé d'attributions en italique.

| Poste                                                                 | Titulaire | Titulaire                 | Parti |
| --------------------------------------------------------------------- | --------- | ------------------------- | ----- |
| Président du Conseil des ministres Ministre de l'Afrique italienne    |           | Alcide De Gasperi         | DC    |
| Vice-président du Conseil des ministres                               |           | Attilio Piccioni          | DC    |
| Vice-président du Conseil des ministres                               |           | Giovanni Porzio           | PLI   |
| Ministre sans portefeuille                                            |           |                           |       |
| Ministre                                                              |           | Alberto Giovannini        | PLI   |
| Ministres                                                             |           |                           |       |
| Ministre des Affaires étrangères                                      |           | Carlo Sforza              | Ind.  |
| Ministre de l'Intérieur                                               |           | Mario Scelba              | DC    |
| Ministre des Grâces et de la Justice                                  |           | Giuseppe Grassi           | PLI   |
| Ministre du Budget Ministre du Trésor                                 |           | Giuseppe Pella            | DC    |
| Ministre des Finances                                                 |           | Ezio Vanoni               | DC    |
| Ministre de la Défense                                                |           | Randolfo Pacciardi        | PRI   |
| Ministre du Commerce extérieur Ministre de l'Industrie et du Commerce |           | Giovanni Battista Bertone | DC    |
| Ministre de l'Agriculture et des Forêts                               |           | Antonio Segni             | DC    |
| Ministre des Travaux publics                                          |           | Umberto Tupini            | DC    |
| Ministre du Travail et de la Sécurité sociale                         |           | Amintore Fanfani          | DC    |
| Ministre des Transports Ministre de la Marine marchande               |           | Guido Corbellini          | DC    |
| Ministre des Postes et des Télécommunications                         |           | Angelo Raffaele Jervolino | DC    |
| Ministre de l'Éducation                                               |           | Guido Gonella             | DC    |